# Peter Niemann (Sänger)
Peter Niemann (* 12. September 1937 in Erfurt als Ernst-August Niemann) ist ein deutscher Schlagersänger. Mit seiner Gesangsversion des Instrumentalhits Mexico von Bob Moore mit dem Titel Jana, schöne Mexicana stand er 1962 zusammen mit dem US-amerikanischen Orchesterleiter auf Platz 1 der deutschen Charts.

## Biografie
Peter Niemann, der mit Vornamen eigentlich Ernst-August heißt, wurde in Erfurt geboren, wuchs aber nach dem Krieg im niedersächsischen Rinteln auf. Sein Vater war Musikdirektor und nachdem er erst in Dortmund eine Bergbaulehre absolviert hatte, wandte er sich ab Mitte der 1950er Jahre selbst der Musik zu. Er ließ sich in Hannover nieder, wo er mit Band auftrat. Erste Plattenaufnahmen machte er für Telefunken unter dem Namen Earl Newman, er nahm Rock-’n’-Roll-Songs wie Tutti Frutti und Don’t Be Cruel auf. Ende des Jahrzehnts spielte er gemeinsam mit Peter Sauer, der in den 1970ern als Peter Petrel bekannt wurde.
Auf der Suche nach einem Sänger griff der Produzent Horst Fuchs 1961 auf Niemann zurück. Der Orchesterchef Bob Moore hatte in diesem Jahr mit dem von Felice und Boudleaux Bryant geschriebenen Mexico einen instrumentalen Top-10-Hit in den USA gehabt. Parallel zur Veröffentlichung in Deutschland beim Label Telefunken sollte eine deutschsprachige Version aufgenommen werden. Ralph Maria Siegel schrieb den Text Jana, schöne Mexicana und Niemann sang den Titel mit dem Orchester von Rudi Bohn ein. Das Original von Moore und seine Gesangsversion nahmen im Januar 1962 gemeinsam Platz 1 der Charts in Deutschland ein.
Im selben Jahr durfte Niemann auch noch den selbst geschriebenen Song Die schönen Frauen, Whisky und Musik veröffentlichen, der aber keinen weiteren Eindruck hinterließ.

## Diskografie
Singles
- Jana, schöne Mexicana (Mexico) / Hollywood (1962)
- Die schönen Frauen, Whisky und Musik / Bonnie (1962)